# Led Zeppelin (DVD)
A Led Zeppelin DVD az Egyesült Királyságban 2003. május 26-án jelent meg, az USA-ban egy nappal később. A Led Zeppelin együttes munkásságának egy évtizedéből (1969-1979) válogatott anyagokat tartalmaz.

## Tartalom

### 1. lemez
Royal Albert Hall, London – 1970. január 9.
- "We're Gonna Groove" (Ben E. King – James Bethea) – 3:14
- "I Can't Quit You Baby" (Willie Dixon) – 6:25
- "Dazed and Confused" (Jimmy Page) – 15:10
- "White Summer" (Jimmy Page) – 11:54
- "What is and What Should Never Be" (Jimmy Page – Robert Plant) – 4:02
- "How Many More Times" (John Bonham – John Paul Jones – Jimmy Page) – 20:02
- "Moby Dick" (John Bonham – John Paul Jones – Jimmy Page) – 15:02
- "Whole Lotta Love" (John Bonham – Willie Dixon – John Paul Jones – Jimmy Page – Robert Plant) – 6:03
- "Communication Breakdown" (John Bonham – John Paul Jones – Jimmy Page) – 3:40
- "C'mon Everybody" (Eddie Cochran) – 2:28
- "Something Else" (Eddie Cochran) – 2:02
- "Bring It on Home"(Jimmy Page – Robert Plant) – 7:33

Atlantic Records promóciós film – 1969. február
- "Communication Breakdown" (John Bonham – John Paul Jones – Jimmy Page) – 2:24

Danmarks Radio (Stockholm) – 1969. március 14.
- "Communication Breakdown" (John Bonham – John Paul Jones – Jimmy Page) – 2:46
- "Dazed and Confused" (Jimmy Page) – 9:09
- "Babe I'm Gonna Leave You" (Anne Bredon – Jimmy Page) – 6:46
- "How Many More Times" (John Bonham – John Paul Jones – Jimmy Page) – 12:20

Supershow (Staines Studio, London) – 1969. március 25.
- "Dazed and Confused" (Jimmy Page) – 7:31

Tous En Scene (Theatre Olympia, Párizs) – 1969. október 10.
- "Communication Breakdown" (John Bonham – John Paul Jones – Jimmy Page) – 2:51
- "Dazed and Confused" (Jimmy Page) – 5:12

### 2. lemez
Sydney Showground – 1972. február 27. (Splodge edit)
- "Immigrant Song" (Jimmy Page – Robert Plant) – 4:03

Madison Square Garden, New York – 1973. július 27-28-29.
- "Black Dog" (Jimmy Page – Robert Plant – John Paul Jones) – 5:30
- "Misty Mountain Hop" (Jimmy Page – Robert Plant – John Paul Jones) – 4:50
- "Since I've Been Loving You" (Jimmy Page – Robert Plant) – 8:03
- "The Ocean" (Jimmy Page – Robert Plant – John Paul Jones – John Bonham) – 4:16

Earl's Court, London – 1975. május 25.
- "Going to California" (Jimmy Page – Robert Plant) – 4:41
- "That's the Way" (Jimmy Page – Robert Plant) – 6:04
- "Bron-Y-Aur Stomp" (Jimmy Page – Robert Plant – John Paul Jones) – 5:31
- "In My Time of Dying" (Jimmy Page – Robert Plant – John Paul Jones – John Bonham) – 11:14
- "Trampled Under Foot" (Jimmy Page – Robert Plant – John Paul Jones) – 8:14
- "Stairway to Heaven" (Jimmy Page – Robert Plant) – 10:32

Knebworth – 1979. augusztus 4.
- "Rock and Roll" (Jimmy Page – Robert Plant – John Paul Jones – John Bonham) – 3:47
- "Nobody’s Fault But Mine" (Jimmy Page – Robert Plant) – 5:45
- "Sick Again" (Jimmy Page – Robert Plant) – 5:08
- "Achilles Last Stand" (Jimmy Page – Robert Plant) – 9:03
- "In the Evening" (Jimmy Page – Robert Plant – John Paul Jones) – 7:56
- "Kashmir" (Jimmy Page – Robert Plant – John Bonham) – 8:50
- "Whole Lotta Love" (John Bonham – Willie Dixon – John Paul Jones – Jimmy Page – Robert Plant) – 7:06
- "You'll Never Walk Alone" (Richard Rodgers – Oscar Hammerstein II) – 1:21

NBC Studio, New York – 1970. szeptember 19.
- Sajtótájékoztató – 3:27 (mono)

Sydney Showground – 1972. február 27.
- "Rock and Roll" (Jimmy Page – Robert Plant – John Paul Jones – John Bonham) – 3:06

ABC Get To Know – 1972. február 27.
- Jeune Pritchard interjúi Robert Planttel és John Bonhammel a koncert után

BBC2 The Old Grey Whistle Test – 1975. január 12.
- Bob Harris interjúja Robert Planttel a brüsszeli Vorst Nationaalban – 3:47

Remasters Promo One – 1990. október
- "Over the Hills and Far Away" (Jimmy Page – Robert Plant) – 4:49

Remasters Promo Two – 1990. október
- "Traveling Riverside Blues" (Robert Johnson – Jimmy Page – Robert Plant) – 4:12